# Ernst Luding

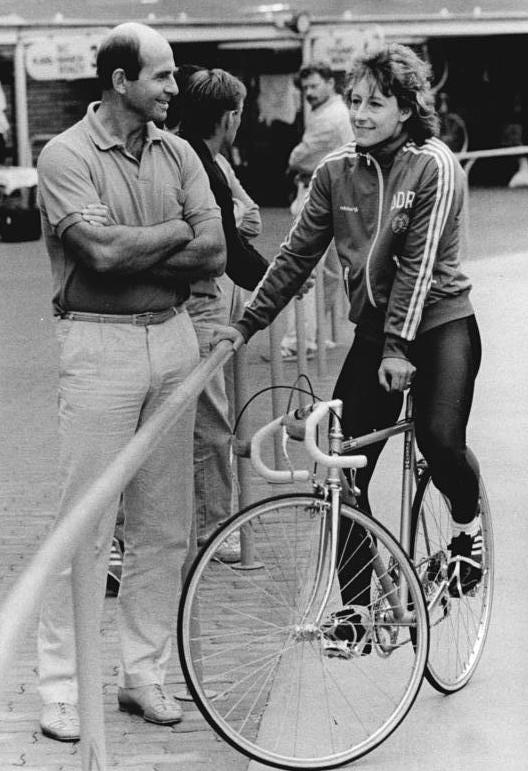
Ernst Luding mit Christa Rothenburger 1988

Ernst Luding (* 12. September 1942 in Dresden; † 5. Mai 2022 ebenda) war ein deutscher Eisschnelllauftrainer.

## Leben
Luding war gelernter Flugzeugmechaniker und zunächst selbst als Sportler in der Hochschulsportgemeinschaft Technische Universität (HSG TU) aktiv. Als Eishockeyspieler war er mit seinem älteren Bruder Egon Luding († 2015) in der Dresdner Oberliga-Mannschaft als Spieler tätig und trat zudem im Zehnkampf an. Ab 1966 arbeitete Luding als Trainer. Von 1964 bis 1969 studierte er an der Außenstelle Dresden der DHfK Leipzig Sportlehrer auf Diplom.
Als die Sektion Eishockey, die 1960 zum SC Einheit Dresden delegiert worden war, 1970 aufgelöst wurde, wandte sich Luding dem Eisschnelllauf zu. Mit Trainer Rainer Mund baute er beim SC Einheit Dresden eine Eisschnelllauf-Sektion auf. Luding spezialisierte sich dabei auf den Sprint. Zu den von ihm betreuten Sportlern gehörten unter anderem Skadi Walter, Klaus Knauer und Karin Enke: Luding betreute Enke 1980 bei den Olympischen Winterspielen in Lake Placid, wo sie über 500 Meter Olympiagold gewann.
Die größten Erfolgte feierte Luding an der Seite von Christa Rothenburger, die er seit ihrem 15. Lebensjahr im Eisschnelllauf und auch im Radsprint trainierte, der im Sommer normalerweise nur als Trainingsabwechslung für Rothenburger diente. Mit Luding als Trainer gewann Rothenburger bei den Olympischen Winterspielen 1984 in Sarajevo Gold im Eisschnelllauf über 500 Meter, sowie 1988 in Calgary Gold über 1000 Meter und Silber über 500 Meter. Bei den Olympischen Sommerspielen in Seoul gewann sie zudem 1988 Silber im Radsprint. Im Radsprint und Zeitfahren gewann Rothenburger unter Luding 16 DDR-Meistertitel, obwohl der SC Einheit Dresden keine Radsport-Abteilung hatte. Luding wurde 1988 für seine Verdienste als Trainer mit dem Orden Banner der Arbeit (Stufe I) ausgezeichnet.
Luding und Rothenburger heirateten im April 1988, der Ehe entstammen zwei Söhne; Luding hatte aus erster Ehe zudem zwei Töchter. Das Paar war auch im Fernsehen zu sehen; so lief auf dem Sender DDR-F1 im März 1989 die 90-minütige Sendung  Ein Abend mit Christa und Ernst Luding. Nach der Wende trainierte Luding-Rothenburger unter Luding beim ESC Dresden und gewann bei den Olympischen Winterspielen 1992 in Albertville im Eisschnelllauf über 500 Meter Bronze.
Nach Ende der aktiven Sportlerkarriere Christa Luding-Rothenburgers 1992 zog sich auch Luding aus dem Trainergeschäft zurück. Mit seiner Frau gründete er ein Transportunternehmen. Luding verstarb am 5. Mai 2022 nach kurzer schwerer Krankheit. Er wurde auf dem Waldfriedhof Weißer Hirsch beigesetzt.

## Auszeichnung
- 1988: Banner der Arbeit, Stufe I